# Manadas
Manadas é uma freguesia portuguesa do município de Velas, na ilha de São Jorge, Região Autónoma dos Açores, com com 12,50 km² de área e 361 habitantes (censo de 2021). A sua densidade populacional é 28,9 hab./km².
Tem o nome alternativo de Santa Bárbara.

## História

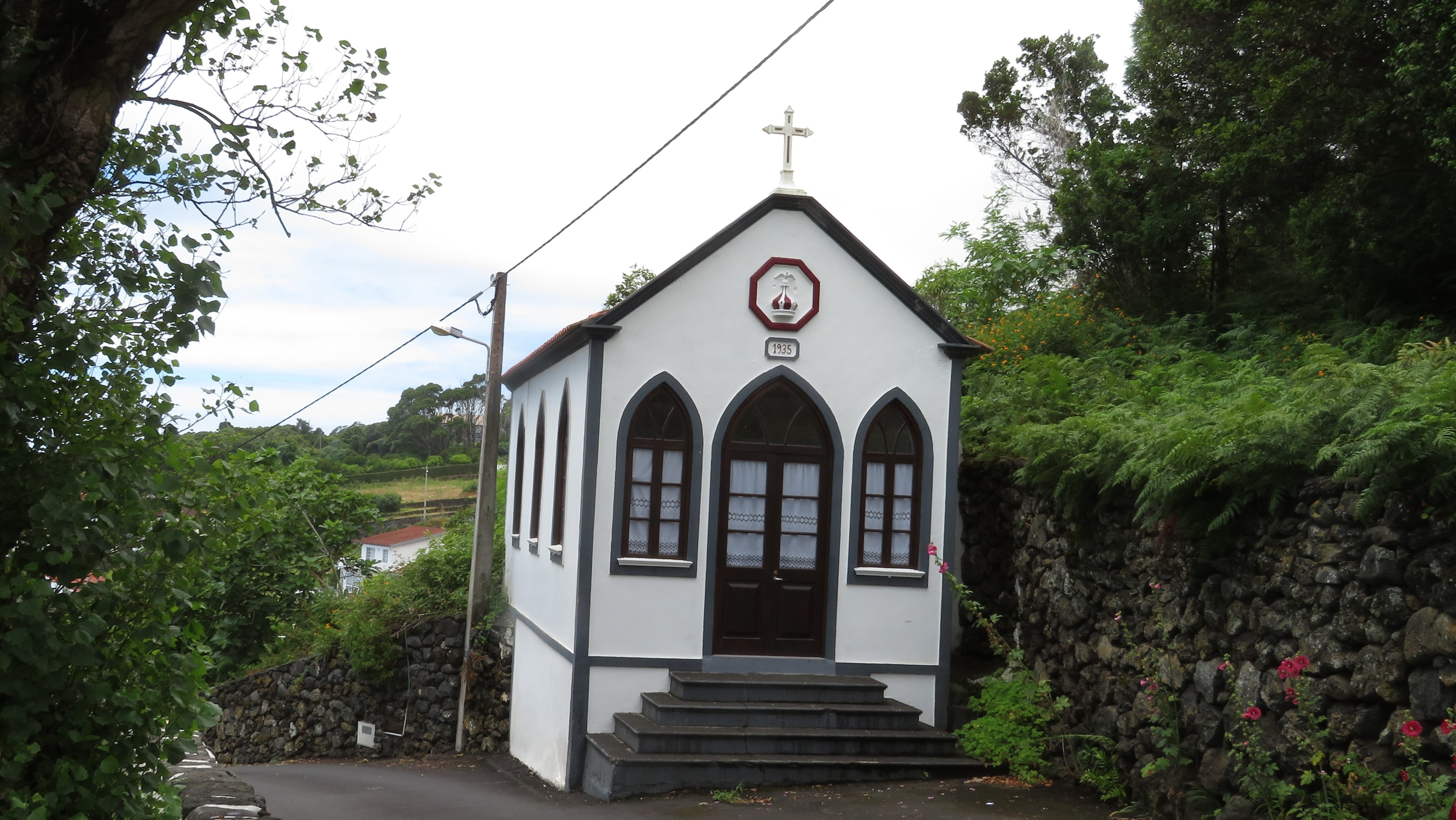
Império do Espírito Santo das Manadas

A freguesia de Santa Bárbara, comummente chamada de Manadas, é uma das mais antigas freguesias da ilha de São Jorge, foi criada provavelmente antes de 1559, se bem que é nesta data que começa a aparecer como freguesia nos documentos do século XVI.
Era em 1568 uma das seis paróquias que então existiam na ilha de São Jorge.
Na altura da sua criação abrangia uma área territorial mais vasta do que a actual uma vez que incluía as actuais localidades da Urzelina, Terreiros e Fajã das Almas.
A sua população teve grandes alterações ao longo dos séculos: em 1550 tinha cerca de 250 habitantes. Já no inicio do século XVIII a sua população tinha aumentado para de cerca de 500 pessoas. Sendo de 400 actualmente.
Esta freguesia fica a uma distância de 15 quilómetros da vila das Velas e é a última freguesia deste Concelho no sentido de quem se dirige para o Norte, confinando assim com a freguesia do Norte Grande, com a qual faz extremos junto do Ponto mais alto da ilha de São Jorge, o Pico da Esperança.
A sul faz fronteira com o mar, a leste com a Ribeira Larga e a oeste com a freguesia da Urzelina.
Nesta localidade, perto do actual Porto das Manadas existiu uma casa de vigia construída em 1647 que além de servir como vigia da baleia terá servido para o registo visual de qualquer embarcação que se aproxima-se da costa de forma a saber se se tratava de uma embarcação de piratas ou corsários ou se de uma embarcação amistosa. Terá também sido de grande utilidade durante a época daquilo que ficou conhecido como o Ciclo da Laranja, visto que dado o alarme da aproximação do barco cargueiro os produtores da laranja tinham de por o fruto no porto o mais rapidamente possível para apanhar o referido barco.
Neste local foi construído anos mais tarde o Forte da Urzelina.
Pelo Porto das Manadas fez-se nos tempos áureos da vitivinicultura, grande parte da exportação do famoso vinho dos Casteletes que era exportado para o continente português, Inglaterra e para outras ilhas dos Açores.
Foi nesta freguesia que nasceu o historiador e etnógrafo Dr. João Teixeira Soares de Sousa, que muito contribuiu para o desenvolvimento histórico e cultural da ilha de São Jorge.
A freguesia das Manadas tem além da Igreja de Santa Bárbara, a Ermida de Santo António e a Ermida de Santa Rita de Cássia, Ermida da Senhora da Guadalupe, Ermida de Santo Cristo, esta última na Fajã das Almas uma Sociedade Filarmónica. Um Império do Espírito Santo fica no centro da freguesia perto da igreja.
A Igreja de Santa Bárbara construída sobre um templo mais antigo que datava do século XV é a actual Igreja Paroquial. Trata-se de uma construção que recua ao século XVIII e que pelos magníficos e raros trabalhos em talha dourada e ornamentação constitui o mais belo exemplar do estilo barroco da ilha de São Jorge se não mesmo dos Açores. Está praticamente inalterada desde a sua fundação pelo que apresenta um testemunho sobre a arte religiosa da época da sua construção que vai desde os azulejos historiados sobre a vida da padroeira, a passar pelos altares em talha dourada e pelo tecto trabalhado em Cedro-do-mato, até aos arcazes da sacristia. Esta igreja está classificada como Monumento Nacional.
A principal industria desta freguesia são os Lacticínios pelo que possui uma unidade fabril para a transformação da cooperativa da dos lacticínios da localidade. Uma das organizações mais relevantes desta freguesia é a Casa do Povo das Manadas. É ainda pertença desta freguesia a povoação dos Terreiros que lhe fica na fronteira com a povoação da Urzelina e que possuiu um pequeno porto.

## Demografia
A população registada nos censos foi:
| Distribuição da População por Grupos Etários | Distribuição da População por Grupos Etários | Distribuição da População por Grupos Etários | Distribuição da População por Grupos Etários | Distribuição da População por Grupos Etários |
| -------------------------------------------- | -------------------------------------------- | -------------------------------------------- | -------------------------------------------- | -------------------------------------------- |
| Ano                                          | 0-14 Anos                                    | 15-24 Anos                                   | 25-64 Anos                                   | > 65 Anos                                    |
| 2001                                         | 70                                           | 59                                           | 191                                          | 80                                           |
| 2011                                         | 50                                           | 47                                           | 184                                          | 93                                           |
| 2021                                         | 47                                           | 39                                           | 193                                          | 82                                           |

## Paisagem
A paisagem das Manadas é muito pitoresca não fica-se entra a serra e o mar. Apresenta-se com casas solarengas, dispersas por entre antigos pomares e campos de cultura. É uma freguesia muito montanhosa que no entanto também apresenta espaços planos principalmente os que estão mais próximos da costa, que nesta localidade são conhecidos como Terreiros. O melhor maior destes, à beira mar plantado, estende-se até às proximidades da Igreja de Santa Bárbara, e até junto do Porto das Manadas.
Proveniente das serras a que se encontra sobranceira, provêem várias nascentes de águas abundantes que abastecem vários chafarizes. Os seus portos principalmente o Porto dos Terreiros é muito utilizado para a pesca desportiva e veraneio.
Às Manadas pertence a Fajã das Almas, que é considerado um dos locais de maior interesse da freguesia. Trata-se na prática de uma saliência de terra firme entre a falésia e o mar, aproveitada ao máximo devido ao seu microclima. Apresenta férteis pomares e campos de cultivo, onde cresce café, vinhas, frutos tropicais e belos dragoeiros (Dracaena draco).